# Snaregade (København)
Snaregade er en gade i Indre By i København. Den ligger i forlængelse af Magstræde mod øst fra Knabrostræde til Naboløs, hvorefter den fortsætter som Gammel Strand.
Den smalle gade er opkaldt efter Erling Jonssøn Snare, der var rådmand i årene 1489–1504. I 1501 lejede han grunden til nr. 14, men navnet dukket først op i 1607 i forbindelse med Snarens Gård. Snaregade undgik delvist Københavns brand 1728 og helt Københavns brand 1795.

## Bygninger og beboere
Snaregade 1 / Nybrogade 2 blev opført i årene 1729-1730 som en trefløjet ejendom mellem Snaregade, Gammel Strand og Nybrogade for konferensråd og borgmester Christian Bjerregård. Efter forskellige ejerskift blev gården i 1757 købt af Søetatens Kvæsthus og Assistenshuset, der i 1765 lod arkitekten Philip de Lange tegne fløjen ud mod Slotsholmskanalen. Her har Kulturministeriet holdt til siden 1962.
Maleren Wilhelm Marstrand boede i nr. 4 i årene 1849–1854. Oldtidsforskeren Carl Christian Rafn boede i Snaregade som ung, mens han var løjtnant og lærer. I 1851 boede historieprofessor og overbibliotekar ved Det Kongelige Bibliotek, Erich Christian Werlauff, i Snaregade 10. I nr. 12 boede arkitekten N.S. Nebelong i henholdsvis 1852–1853 samt i 1855–1858.